# Brigitte Goze
Brigitte Goze ist eine ehemalige ivorische Leichtathletin, die sich auf das Kugelstoßen spezialisiert hat.

## Sportliche Laufbahn
Brigitte Goze nahm 1973 an den Afrikaspielen in Lagos teil und gewann dort mit einer Weite von 11,90 m die Bronzemedaille hinter den Nigerianerinnen Evelyn Okeke und Nnenna Njoku.